# Питишевское сельское поселение
Пи́тишевское се́льское поселе́ние (чув. Питӗшкасси ял тӑрӑхӗ) — упразднённое в 2022 году муниципальное образование в составе Аликовского муниципального округа Чувашской Республики. Административный центр — деревня Питишево.

## География
По землям поселения течёт река Сорма, полноводная весной.

## История
Первые упоминания о селе Устье относятся к XVII веку. Церковь Смоленской Божьей Матери построена из кирпича вместо сгоревшего деревянного здания церкви в 1831 году.

## Население
| \| 2010[3] \| 2012[4] \| 2013[5] \| 2014[6] \| 2015[7] \| 2016[8] \| 2017[9] \| \| -------- \| -------- \| -------- \| ------- \| ------- \| ------- \| ------- \| \| 915 \| ↘871 \| ↘833 \| →833 \| ↘808 \| ↘792 \| ↘762 \| \| 2018[10] \| 2019[11] \| 2020[12] \| 2021[1] \| \| \| \| \| →762 \| ↘759 \| ↘747 \| ↘734 \| \| \| \| 100 200 300 400 500 600 700 800 900 1000 2010 2016 2021 |      |      |      |      |      |      |
| 2010 | 2012 | 2013 | 2014 | 2015 | 2016 | 2017 |
| 915 | ↘871 | ↘833 | →833 | ↘808 | ↘792 | ↘762 |
| 2018 | 2019 | 2020 | 2021 |      |      |      |
| →762 | ↘759 | ↘747 | ↘734 |      |      |      |

## Состав сельского поселения
| № | Населённый пункт | Тип населённого пункта          | Население |
| - | ---------------- | ------------------------------- | --------- |
| 1 | Алгукасы         | деревня                         | ↘19       |
| 2 | Анаткасы         | деревня                         | ↘108      |
| 3 | Орбаши           | деревня                         | ↘137      |
| 4 | Пизипово         | деревня                         | ↘182      |
| 5 | Питишево         | деревня, административный центр | ↘198      |
| 6 | Устье            | село                            | ↘258      |

## Связь и средства массовой информации
- Связь: ОАО «Волгателеком», Би Лайн, МТС, Мегафон. Развит интернет ADSL технологии.
- Газеты и журналы: Аликовская районная газета «Пурнăç çулĕпе» — «По жизненному пути» Языки публикаций: чувашский, русский.
- Телевидение: Население использует эфирное и спутниковое телевидение, за отсутствием кабельного телевидения. Эфирное телевидение позволяет принимать национальный канал на чувашском и русском языках.
- Радио: Радио Чувашии, Национальное радио Чувашии